# Guamo
Guamo (Wamo) indijanski narod iz Venezuele porijeklom s gornje Apure. Po kulturi oni su bili srodni plemenima Achagua, Guahibo i Otomaco. Otac Gili navodi da sebe nazivaju Uamu. Lov (manati, kajman) i ribolov su im glavne aktivnosti. Kako su nomadi zemljoradnja ima najmanji značaj. Uzgajaju i nešto manioke što su naučili od Otomaco Indijanaca. 
Jezično pripadaju samostalnoj porodici Guamo.